# مارگا بودتس

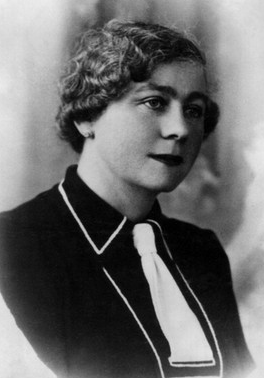
مارگا بوتس

مارگا بوتس (۱۸ فوریه ۱۸۹۵–۱۳ اکتبر ۱۹۷۶) زنی بود که ادعا می‌کرد دوشس بزرگ اولگا نیکولاونا از روسیه است. او یکی از تعداد قابل توجهی از مدعیان رومانوف بود که پس از اعدام تزار نیکلاس دوم و خانواده‌اش در یکاترینبرگ در ۱۸ ژوئیه ۱۹۱۸ از نقاط مختلف جهان ظهور کردند. با این حال، او به عنوان یکی از معدود کسانی که ادعا می‌کرد دوشس بزرگ اولگا، دختر بزرگ تزار، بوده است، برجسته است. او همچنین با نام ماریا بوتچر شناخته می‌شد.

## فرار ادعایی از روسیه
به گفته خودش، مارگا بوتس از اعدام در یکاترینبرگ جان سالم به در برد، زمانی که یکی از اعضای جوخه آتش، که او تنها او را دیمیتری ک. معرفی کرد، او را بیهوش کرد و وانمود کرد که مرده است. دیمیتری ک. که یک سرباز قزاق بود، جسد گمشده او را با جسد زن جوانی که در حال دزدی از اجساد دیگر اعضای خانواده امپراتوری دستگیر شده بود، جایگزین کرد. او بعداً او را تا ولادی وستوک همراهی کرد. بوتس ادعا کرد که به محض ورودش به ولادی وستوک، توسط یک کماندوی زبده آلمانی مورد استقبال قرار گرفت، و از ولادی وستوک، ظاهراً از طریق چین سفر کرده و بعداً از طریق دریا به آلمان برده شد.

## ظهور مجدد و زندگی در اروپا
بوتس نام خانوادگی خود را از کارلو بوتس، یک افسر آلمانی که در ۵ مه ۱۹۲۶ در برلین با او ازدواج کرد و دو سال بعد از او طلاق گرفت، گرفته است. همچنین در طول زندگی در آلمان بود که او ادعا کرد به دورن، هلند سفر کرده و با قیصر ویلهلم دوم (۱۸۵۹–۱۹۴۱) ملاقات کرده است، که او را به عنوان دوشس بزرگ اولگا نیکولاونا به رسمیت شناخته است. ظاهراً او تا پایان عمر از او حمایت مالی کرده است. او به یاد می‌آورد که به قیصر سابق نیز قول داده بود که هرگز هویت امپراتوری خود را فاش نکند و «راز زنده ماندن من را در طول زندگی‌ام حفظ کند». به گفته بوتس، قیصر سابق، دختر یکی از دوستانش، بارونس الیزابت فون شونباخ، را انتخاب کرد تا هنگام ورودش به هامبورگ او را بردارد و از او خواست که از خانم بوتس مراقبت کند و برای او محل اقامت فراهم کند. بوتس چند سال با خانم فون شونباخ در پوتسدام زندگی کرد و بعداً به برلین نقل مکان کرد. او همچنین در ایالتی نزدیک اشترالزوند، در شرق آلمان زندگی می‌کرد.
ادعای بوتس از سال ۱۹۵۷، زمانی که او توسط شاهزاده سیگیسموند پروس (۱۸۹۶–۱۹۷۸)، که پسرعموی اول دوشس بزرگ اولگا بود، به رسمیت شناخته شد، اعتبار بیشتری پیدا کرد. او نیز به نوبه خود، بوتس را به نیکولاس، دوک بزرگ ارثی اولدنبورگ (۱۸۹۷–۱۹۷۰)، پسرخوانده تزار نیکلاس دوم، معرفی کرد که تا زمان مرگش در سال ۱۹۷۰ از او حمایت مالی می‌کرد در سال ۱۹۷۴، شاهزاده سیگیسموند همچنان به اصالت بوتس اعتقاد داشت. همان‌طور که او به خبرنگاران آنتونی سامرز و تام منگولد گفت، «ما در مورد بسیاری از مسائل آشنا صحبت کردیم که یک فرد خارجی نمی‌توانست از آنها مطلع باشد، زیرا آنها چیزهایی بودند که بین ما دو نفر اتفاق افتاده بود». آنها تا سال ۱۹۷۶ که بوتس درگذشت، مکاتبات خود را حفظ کردند. ۵۳۰ نامه در یک بایگانی خصوصی در ایتالیا به عنوان مدرکی از این رابطه نگهداری می‌شود. در سال ۱۹۵۸، پرنسس شارلوت اگنس از ساکس-آلتنبرگ نیز به همراه برادرش، شاهزاده فردریک ارنست از ساکس-آلتنبرگ، از مارگا بوتس بازدید کرد. شاهزاده سیگیسموند و پرنسس شارلوت هر دو شهادت دادند که زنی که در دریاچه کومو زندگی می‌کند، در واقع دوشس بزرگ اولگا نیکولاونا از روسیه است. همچنین گفته می‌شود که در آن دوره، بوتس از پاپ پیوس دوازدهم حمایت مالی دریافت کرده است.
مادر پاسکالینا لنرت، معلم سرخانه پاپ پیوس دوازدهم، در سال ۱۹۸۳ اعلام کرد که شاهد جلسات ویژه بین بوتس و پاپ بوده و گفته است که پاپ او را به عنوان دوشس بزرگ اولگای واقعی روسیه به رسمیت شناخته است.
بوتس که در دریاچه کومو زندگی می‌کرد، سال‌های زیادی در گمنامی نسبی به سر برد و بنابراین توانست از پوشش مطبوعاتی جنجالی (و سوءظن به بازماندگان رومانوف) که مدت‌ها رقیب مدعی امپراتوری او، آنا اندرسون بدنام، که ادعا می‌کرد دوشس بزرگ آناستازیا است را آزار می‌داد، دوری کند. در سال ۱۹۵۵، او قراردادی با آرنولدو موندادوری ادیتوره برای انتشار خاطرات خود با عنوان «لو ویوو» (من زنده‌ام) به عنوان یک کتاب امضا کرد. علیرغم این قرارداد، این کتاب هرگز در ایتالیا منتشر نشد، اما در سال ۲۰۱۱ توسط آرنولدو موندادوری ادیتوره در اسپانیا منتشر شد و به یک موفقیت سرمقاله‌ای جنجالی تبدیل شد. دوستان نزدیک دوشس بزرگ، واتیکان را به دلیل یک پرونده حقوقی در حال بررسی در دادگاه بدوی واتیکان و ادعای اولگا رومانوف، به دلیل دخالت در انتشار آن سرزنش کردند.
دوباره در سال ۱۹۶۰، وقتی آنا اندرسون پرونده خود را به دادگاه‌های هامبورگ برد، بوتس تصمیم گرفت ادعاهای خود را علنی کند. بوتس در مصاحبه‌ای با یونایتد پرس اینترنشنال اصرار داشت که شاهد اعدام «خواهرش آناستازیا» در یکاترینبرگ بوده و اکنون در تلاش برای بی‌اعتبار کردن این «شیاد» در آلمان، پا پیش گذاشته است. او همچنین اظهار داشت که در حال بررسی اقدام قانونی خود علیه اندرسون است و حاضر است «برای افشای او وارد دادگاه‌های هامبورگ شود». بوتس در آن زمان کاملاً آگاه بود که حامی مالی‌اش، شاهزاده سیگیسموند از پروس، نیز از حامیان سرسخت ادعاهای اندرسون است. در واقع، برخی از قوی‌ترین مخالفان اندرسون (از جمله لرد مونتباتن) به حمایت شاهزاده سیگیسموند از بوتس برای بی‌اعتبار کردن او به عنوان شاهد در پرونده اندرسون استناد کردند. خود اندرسون نیز یک بار در مصاحبه‌ای ضبط شده با روزنامه‌نگار الکسیس میلوکوف اعتراف کرد که این احتمال وجود دارد که بوتس واقعاً «خواهر» او باشد. با این حال، این دو زن هرگز یکدیگر را ملاقات نکردند.
در مقابل، گفته می‌شود که بوتس با یک مدعی بسیار کمتر شناخته شده رومانوف، سوزانا کاترینا دِ گراف، ملاقات کرده است که ادعا می‌کرد فرزند پنجم تزار نیکلاس دوم و همسرش است که تاکنون ناشناخته بوده و پس از یک " بارداری هیستریک " ادعایی در سال ۱۹۰۳ به دنیا آمده است. پسر خانم دِ گراف اظهار داشت که بوتس نه تنها مادرش را ملاقات کرده، بلکه ادعاهای او را نیز تصدیق کرده است، زیرا خود بوتس به اندازه کافی بزرگ بوده که بارداری در سال ۱۹۰۳ را به خاطر بیاورد. هر دو زن به مدت ده سال مکاتبات خود را رد و بدل کردند. هنگامی که پسر و همسرش خانم دِ گراف متعاقباً خود به بوتس مراجعه کردند، طبق گزارش‌ها، او "از آنها به عنوان برادرزاده و خواهرزاده استقبال کرد".
در سال ۱۹۶۰، بوئتس همچنین به مطبوعات فاش کرد که در حال حاضر با همکاری دوست صمیمی‌اش، گرافین بریژیت فون هراخ، روی خاطراتش کار می‌کند. پروژه بلندپروازانه آنها به عنوان «کتابی ۳۰۰ صفحه‌ای حاوی تعدادی سند بسیار مهم که ظاهراً بدون هیچ شکی ثابت می‌کند که او واقعاً دختر اول تزار بوده است» توصیف شد. این کتاب در سپتامبر ۲۰۱۲ توسط انتشارات مارتینز روکا در اسپانیا منتشر شد. مقدمه‌ای مفصل از مورخ و محقق ماری استراولو دارد که در سال ۲۰۱۰ نسخه خطی را در ایتالیا پیدا کرد، به همراه سی و پنج هزار سند که ظاهراً ثابت می‌کند زنی که به مارگا بوئتس معروف است، در واقع اولگا نیکولاونا بوده است. این کتاب به زبان اسپانیایی نیز موجود است.
در سال ۱۹۷۵، روزنامه‌نگاران آنتونی سامرز و تام منگولد به عنوان بخشی از تحقیقات برای کتابشان با عنوان «پرونده تزار» از بوتس در ویلایش در دریاچه کومو دیدن کردند. طبق گزارش‌ها، او از صحبت در مورد خودش یا وقایع گذشته خودداری کرد و «هیچ چیز از این جلسه به دست نیامد که این تصور را تأیید کند که او یا دوشس بزرگ اولگا یا حتی یک رومانوف بوده است».

## مرگ
مارگا بوودتس در ۱۳ اکتبر در خانه سالمندانی در سالا کوماچینا، کومو، ایتالیا، در سن ۸۱ سالگی بر اثر ذات‌الریه درگذشت. گفته می‌شود که پول قبر او توسط خیر سابقش، دوک بزرگ ارثی اولدنبورگ، که خود شش سال قبل فوت کرده بود، کنار گذاشته شده بود. طبق مقدمه‌ای که مورخ و محقق ماری استراولو در کتاب «استوی ویوا» نوشته است، به دنبال دستورالعمل‌های شاهزاده سیگیسموند از پروس، سنگ قبر او نام مارگا بوتس را نداشت، بلکه متنی (به زبان آلمانی) با ترجمه «به یاد اولگا نیکولاونا، ۱۸۹۵–۱۹۷۶، دختر ارشد امپراتور نیکلاس دوم روسیه» بر روی آن حک شده بود. از آنجایی که هیچ فرزند مستقیمی برای پرداخت هزینه نگهداری آن وجود نداشت، سنگ قبر در سال ۱۹۹۵ تخریب شد. در خاتمه همان کتاب، ماری استراولو توضیح می‌دهد که بقایای بوتس، همان‌طور که در گذشته گفته می‌شد، در یک گور دسته جمعی قرار داده نشده است. استخوان‌ها با دقت به قبر دیگری منتقل شدند، تحت نظارت و نگهداری خانواده ایتالیایی که تا زمان مرگ بوتس از او مراقبت می‌کردند.